# 新・女囚さそり 特殊房X
『新・女囚さそり 特殊房X』(しんじょしゅうさそりとくしゅぼうX)は、1977年6月18日に東映で公開された日本映画。カラー、84分。『新・女囚さそり 701号』に続く「女囚さそりシリーズ」の番外編第2弾。松島ナミ役は多岐川裕美に変わって、夏樹陽子が演じた。
製作発表時のタイトルは『新・女囚さそり・懲罰特殊房』であった。

## あらすじ
松島ナミは看護婦として、恋人の医師の西田と共に平凡な生活を送っていた。そんなある日、政界の黒幕・樺島佐知夫の逆療法を知って確証を掴むが、西田は廃人にされてナミは刑務所に収監された。
ナミは西田の仇を討つべく、代議士で元病院の院長の加藤の命を狙っていた。

## キャスト
＜女囚＞
- 松島ナミ(女囚701号・元看護師)：夏樹陽子
- 吉井清美(女囚221号・ナミに恩義のある女)：大野かおり
- 春江(リーダー格の女囚・ナミをいびる)：絵沢萠子
- 洋子：荒木祥子
- サチエ：樋口マキ
- 緑(春江とともにナミをいびる)：章文栄
- 女囚Ａ：加山麗子
- 女囚Ｂ：小甲登枝恵
- 女囚Ｃ：八百原寿子
- 女囚Ｄ：乃川りえ
- 女囚Ｅ：園田ひろみ
- 女囚Ｆ：伊藤慶子、
- 女囚Ｇ：与那城ライラ

＜刑務所職員＞
- 梶木一郎(勤続15年の主任看守)：地井武男
- 田村(新入りの保安課長・所内の治安維持を徹底する)：舘ひろし
- 黒沼徹(半年前に就任した所長・梶木のやり方に反発する)：石橋雅史
- 村岡(部長・黒沼の腰ぎんちゃく)：関山耕司
- 坂口(田村側に寝返る看守)：高月忠
- 清水(田村側に寝返る看守)：土山登士幸
- 中野(ボウヤと呼ばれる看守・所長のやり方に反感を持つ)：貝之瀬一夫
- 看守：水原仗二
- 看守：横山繁
- 看守：畑中猛重
- 黒沼の配下：亀山達也
- 黒沼の配下：清水照夫
- 菊山(刑務所嘱託医・ナミを気遣う)：汐路章

＜加藤の関係者＞
- 加藤(代議士・ナミの病院勤務の元院長)：織本順吉
- 西田(医師・ナミのフィアンセ)：南城竜也
- 加藤の秘書：大泉公孝
- 加藤の部下医者(加藤の代わりにナミに花瓶で撲殺された男)：山田甲一

＜その他＞
- 遊園地係員：沢田浩二
- 患者：山浦栄

## スタッフ
- 監督：小平裕
- 脚本：鴨井達比古
- 企画：吉峰甲子夫
- 原作：篠原とおる(ビッグコミック連載)
- 撮影：中島芳男
- 美術：藤田博
- 音楽：河辺公一
- 録音：内田陽造
- 照明：川崎保之丞
- 編集：祖田富美夫
- 助監督：橋本新一

## 主題歌
- 星を背負って
- 作詞：石坂まさを
- 作曲：若林いさむ
- 歌：藤圭子

## 同時上映
- 『犬神の悪霊』
  - 監督：伊藤俊也
  - 出演：大和田伸也、岸田今日子他なつなは